# Mancio de Corpus Christi
Fray Mancio de Corpus Christi, O.P. (Becerril de Campos, Palencia, 1507? - Salamanca, 9 de julio de 1576), fue un religioso, teólogo y catedrático 

## Biografía
Parece que estudió en Salamanca y tomó los hábitos de Santo Domingo en el convento de San Esteban, de esta ciudad, el 11 de junio de 1524. Fue después alumno de Francisco de Vitoria y de Domingo de Soto.
Quiso ir a las Indias de misionero, pero en Sevilla le ofrecieron opositar a profesor, lo que no logró, por lo que, habiéndose ya embarcado sus compañeros parece que regresó a Salamanca. Tras algunos viajes, opositó y ganó cátedra en la Universidad de Alcalá de Henares en 1548, manteniéndola hasta 1564. Ese mismo año, habiendo fallecido en Salamanca Pedro de Sotomayor, pretendió su cátedra, que obtuvo sin contrincantes.
Intervino como perito en el proceso inquisitorial de Bartolomé de Carranza y luego en los de fray Luis de León, Grajal y Martínez de Cantalapiedra.
También publicó: Tratado sobre la Usura y los Cambios, escrito con Bartolomé de Medina